# Контра, Антон
Антон Контра (дат. Anton Kontra, венг. Kontra Antal; род. 29 марта 1932, Томаймоноштора, Венгрия) — датский скрипач венгерского происхождения.

## Биография
С 1941 года учился в Академии Ференца Листа у педагога Эде Затурецкого. В 1956 году после советского вторжения в Венгрию бежал в Швецию вместе с группой цыганских музыкантов, играл цыганскую, джазовую, эстрадную музыку, выступал в гостиничном оркестре. Занимал пульт концертмейстера в Симфоническом оркестре Мальмё.
С 1965 года жил в Дании. В 1965—1988 гг. концертмейстер Зеландского симфонического оркестра. В 1973 году основал и возглавил струнный квартет Зеландского симфонического оркестра (в дальнейшем — квартет Контры), ставший одним из ведущих камерных ансамблей Дании.
Среди записей Контры — скрипичный концерт Нильса Гаде, концертино Ларса-Эрика Ларссона. Квартет Контры записал все струнные квартеты Вагна Хольмбоэ.